# Софи Елис Бекстор
Софи Мишел Елис Бекстор (енгл. Sophie Michelle Ellis-Bextor; Хаунслоу, Велики Лондон, 10. април 1979) енглеска је кантауторка. Први пут је постала позната крајем 1990-их као солистка инди-рок групе Theaudience. Након распада групе, Елис Бекстор је започела солну активност и постигла успех почетком 2000-их. њена музика представља мешавину мејнстрим-поп музике, диско, ну-диско и електронике 1980-их година.

## Дискографија

### Студијски албуми
- (2001)
- (2003)
- (2007)
- (2011)
- (2014)
- (2016)
- (2023)

### Концертни албуми
- (2022)

### Ремикс албуми
- (2014)

### Компилације
- (2019)
- (2020)